# Pico Agudo (Japira)
O Pico Agudo é uma elevação no município brasileiro de Japira, no Paraná.
Localizado a pouco mais de 300 km de Curitiba, o pico está próximo da divisa com o município de Ibaiti e possui cerca de 960 metros de altitude, ficando às margens da Rodovia Transbrasiliana (BR-153). O alto do morro é usado para prática de voos livres (parapente e asa delta), tendo campeonatos anuais, geralmente entre os meses de outubro e novembro.
O Pico Agudo também faz parte do imaginário popular com algumas lendas, como a do ouro enterrado por lá, além de assombrações.